# Koło Polskiego Towarzystwa Historycznego w Tomaszowie Mazowieckim
Koło Polskiego Towarzystwa Historycznego w Tomaszowie Mazowieckim działa przy Łódzkim oddziale (Polskiego Towarzystwa Historycznego).

## Historia koła
Koło PTH w Tomaszowie Mazowieckim powstało w latach pięćdziesiątych XX wieku. Pierwszym prezesem Koła był Jan Piotr Dekowski, ówczesny kustosz tomaszowskiego muzeum. Funkcję sekretarza i skarbnika pełnił Włodzimierz Rudź, pracownik tomaszowskiego Archiwum. W roku 1967 prezesem Koła wybrano Jana Lewandowskiego, nauczyciela i historyka. W następnych latach działalność Koła ustała.

### Reaktywacja Koła
Koło tomaszowskie PTH wznowiło działalność 11 października 1982 roku z inicjatywy Ryszarda Kotewicza, kierownika tutejszego muzeum. We współpracy z Archiwum Państwowym w Piotrkowie Trybunalskim Oddział w Tomaszowie Mazowieckim oraz z Muzeum im. Tomasza hr. Ostrowskiego w Tomaszowie Mazowieckim Koło tomaszowskie PTH wydało 5 zeszytów Tomaszowskiego Słownika Biograficznego. Koło organizuje wystawy i sesje naukowe. W minionej kadencji (2006-2009) było współorganizatorem seminariów i sesji naukowych: 190 rocznica śmierci Tomasza hr. Ostrowskiego, 220 lat Tomaszowa Mazowieckiego, 90. rocznica odzyskania przez Polskę niepodległości. Zorganizowało także uroczyste spotkanie poświęcone dr. hab. Ryszardowi Kotewiczowi oraz odczyt dr Marka Dutkiewicza o pracach sondażowo-ekshumacyjnych na terenie Katynia w latach 1994-1995 i inne odczyty naukowe. Corocznie 1 listopada członkowie Koła biorą udział w kweście na cmentarzu dla ratowania grobów zasłużonych tomaszowian, składają wiązanki kwiatów w czasie uroczystości patriotyczno–religijnych z okazji świąt: 3 maja i 11 listopada. Członkowie Koła aktywnie współpracują m.in. z Archiwum Państwowym w Piotrkowie Trybunalskim i jego Oddziałem w Tomaszowie Mazowieckim, Muzeami w Tomaszowie Mazowieckim i Gałkowie Dużym, Skansenem Rzeki Pilicy, władzami miasta i powiatu tomaszowskiego, Komitetem Opieki nad Grobami Zasłużonych Tomaszowian.
Obecnie liczy 20 członków.  Prezesem koła jest dr Andrzej Wróbel

### Prezesi i wiceprezesi od czasu reaktywacji Koła
- Ryszard Kotewicz, prezes od III 1983 r. do VI 1987 r.
- Jerzy Wojniłowicz, prezes od VI 1987 r. do VI 2003 r.
- Andrzej Kędzierski, prezes od VI 2003 do XII 2005 r.
- Andrzej Wróbel, wiceprezes VI 2003 do VI 2006, prezes od XII 2006
- Jan Wojtkiewicz, wiceprezes od III 1983 do V 1984 r.
- Andrzej Woskowski, wiceprezes od V 1984 do IV 1992 r.
- Marian Witek, wiceprezes od IV 1992 do II 2003 r.
- Jolanta Wawrzeńczyk, wiceprezes od VI 2006
- Małgorzata Pakuła, wiceprezes od VI 2009

### Zmarli Członkowie
- Czesław Cyniak
- Jan Piotr Dekowski
- Józef Jastrzębski
- Stefan Jerzy Jener
- Ryszard Kotewicz
- Andrzej Krzysztof Łuczak
- Czesław Ogórek
- Małgorzata Pakuła
- Włodzimierz Rudź
- Marian Witek
- Antoni Woskowski
- Stanisław Zakrzewski
- Piotr Zwoliński - zaginiony w 2010 roku w Kazachstanie.

## Wybrane publikacje Koła PTH w Tomaszowie Mazowieckim
- Tomaszowski słownik biograficzny, zesz. 1, Tomaszów Mazowiecki 1994.
- Tomaszowski słownik biograficzny, zesz. 2, Tomaszów Mazowiecki 1997.
- Tomaszowski słownik biograficzny, zesz. 3, Tomaszów Mazowiecki 1999.
- Tomaszowski słownik biograficzny, zesz. 4, Tomaszów Mazowiecki 2001.
- Tomaszowski słownik biograficzny, zesz. 5, Tomaszów Mazowiecki 2003.
- Tomaszowski słownik biograficzny, zesz. 6, Tomaszów Mazowiecki 2010.
- Jerzy Wojniłowicz, Prasa tomaszowska 1907-1997. Katalog wystawy, Tomaszów Mazowiecki 1998.
- Jerzy Wojniłowicz, Spis szkół i nauczycieli w Tomaszowie Mazowieckim w roku szkolnym 1938/39, Tomaszów Mazowiecki 1998, ISBN 83-902722-2-9.
- Krzysztof Tomasz Witczak, Słownik biograficzny Żydów tomaszowskich, Łódź – Tomaszów Mazowiecki 2010.
- Historia Tomaszowa Mazowieckiego w źródłach archiwalnych, pod redakcją Macieja Hubki, Michała Ordaka i Andrzeja Wróbla, Tomaszów Mazowiecki 2010.